# Repräsentantenversammlung (Marokko)
- Sonst.: 5
- PPS: 22
- USFP: 34
- PAM: 87
- RNI: 102
- MP: 28
- UC: 23
- PDJ: 13
- PI: 81

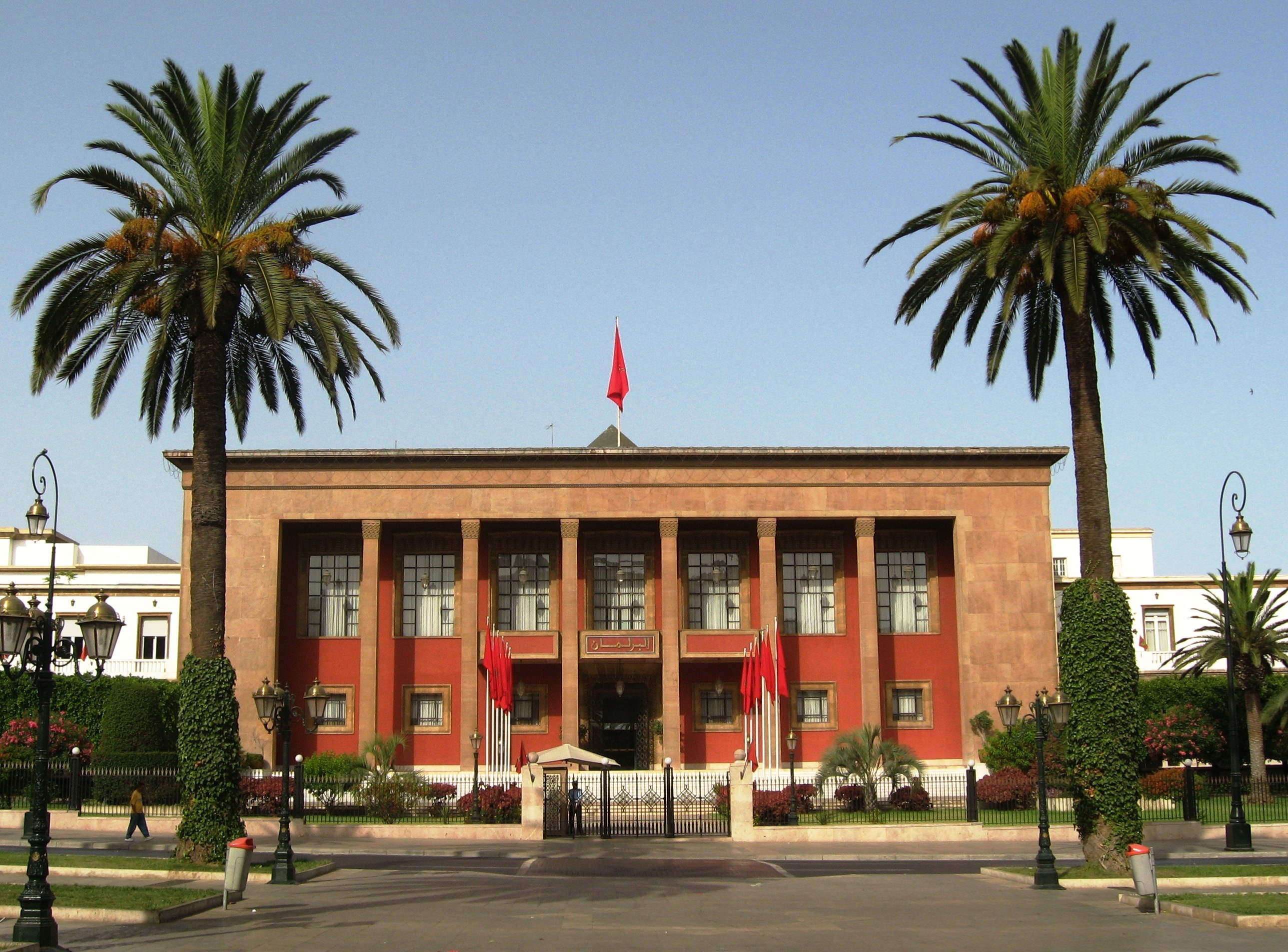
Parlamentsgebäude in Rabat.

Die  Repräsentantenversammlung (arabisch مجلس النواب, DMG Maǧlis an-Nuwwāb; französisch Chambre des Répresentants) ist das Unterhaus im Zweikammersystem von Marokko.
Die Repräsentantenversammlung besteht aus 395 Abgeordneten, die für fünf Jahre gewählt werden.
Sie befindet sich in der Hauptstadt Rabat. Parlamentspräsident ist Habib El Malki.

## Wahlen
Die letzten Parlamentswahlen fanden 2021 statt.